# REEP3
REEP3 (англ. Receptor accessory protein 3) – білок, який кодується однойменним геном, розташованим у людей на 10-й хромосомі. Довжина поліпептидного ланцюга білка становить 255 амінокислот, а молекулярна маса — 29 264.
| 10         |  | 20         |  | 30         |  | 40         |  | 50         |
| ---------- |  | ---------- |  | ---------- |  | ---------- |  | ---------- |
| MVSWMISRAV |  | VLVFGMLYPA |  | YYSYKAVKTK |  | NVKEYVRWMM |  | YWIVFALYTV |
| IETVADQTVA |  | WFPLYYELKI |  | AFVIWLLSPY |  | TKGASLIYRK |  | FLHPLLSSKE |
| REIDDYIVQA |  | KERGYETMVN |  | FGRQGLNLAA |  | TAAVTAAVKS |  | QGAITERLRS |
| FSMHDLTTIQ |  | GDEPVGQRPY |  | QPLPEAKKKS |  | KPAPSESAGY |  | GIPLKDGDEK |
| TDEEAEGPYS |  | DNEMLTHKGL |  | RRSQSMKSVK |  | TTKGRKEVRY |  | GSLKYKVKKR |
| PQVYF      |  |            |  |            |  |            |  |            |

A: Аланін

D: Аспарагінова кислота

E: Глутамінова кислота

F: Фенілаланін

G: Гліцин

H: Гістидин

I: Ізолейцин

K: Лізин

L: Лейцин

M: Метіонін

N: Аспарагін

P: Пролін

Q: Глутамін

R: Аргінін

S: Серин

T: Треонін

V: Валін

W: Триптофан

Кодований геном білок за функцією належить до фосфопротеїнів. 
Задіяний у таких біологічних процесах, як клітинний цикл, поділ клітини, мітоз, альтернативний сплайсинг. 
Локалізований у мембрані, ендоплазматичному ретикулумі.